# المحركات المقدسة
المحركات المقدسة (بالإنجليزية: Holy Motors)‏ هو فيلم دراما فنتازيا من إخراج أوسكار دوبونت وبطولة دينيس لافانت، إديث سكوب، إيفا ميندز وكايلي مينوغ. صدر الفيلم في فرنسا في 4 يوليو 2012.

## وصلات خارجية
- المحركات المقدسة على موقع IMDb (الإنجليزية)
- المحركات المقدسة على موقع ميتاكريتيك (الإنجليزية)
- المحركات المقدسة على موقع روتن توميتوز (الإنجليزية)
- المحركات المقدسة على موقع نتفليكس (الإنجليزية)
- المحركات المقدسة على موقع قاعدة بيانات الأفلام العربية
- المحركات المقدسة على موقع ألو سيني (الفرنسية)
- المحركات المقدسة على موقع Turner Classic Movies (الإنجليزية)
- المحركات المقدسة على موقع أول موفي (الإنجليزية)
- المحركات المقدسة على موقع بوكس أوفيس موجو (الإنجليزية)
- المحركات المقدسة على موقع فيلمافينيتي (الإسبانية)